# 6 Dywizjon Artylerii Przeciwlotniczej (II RP)

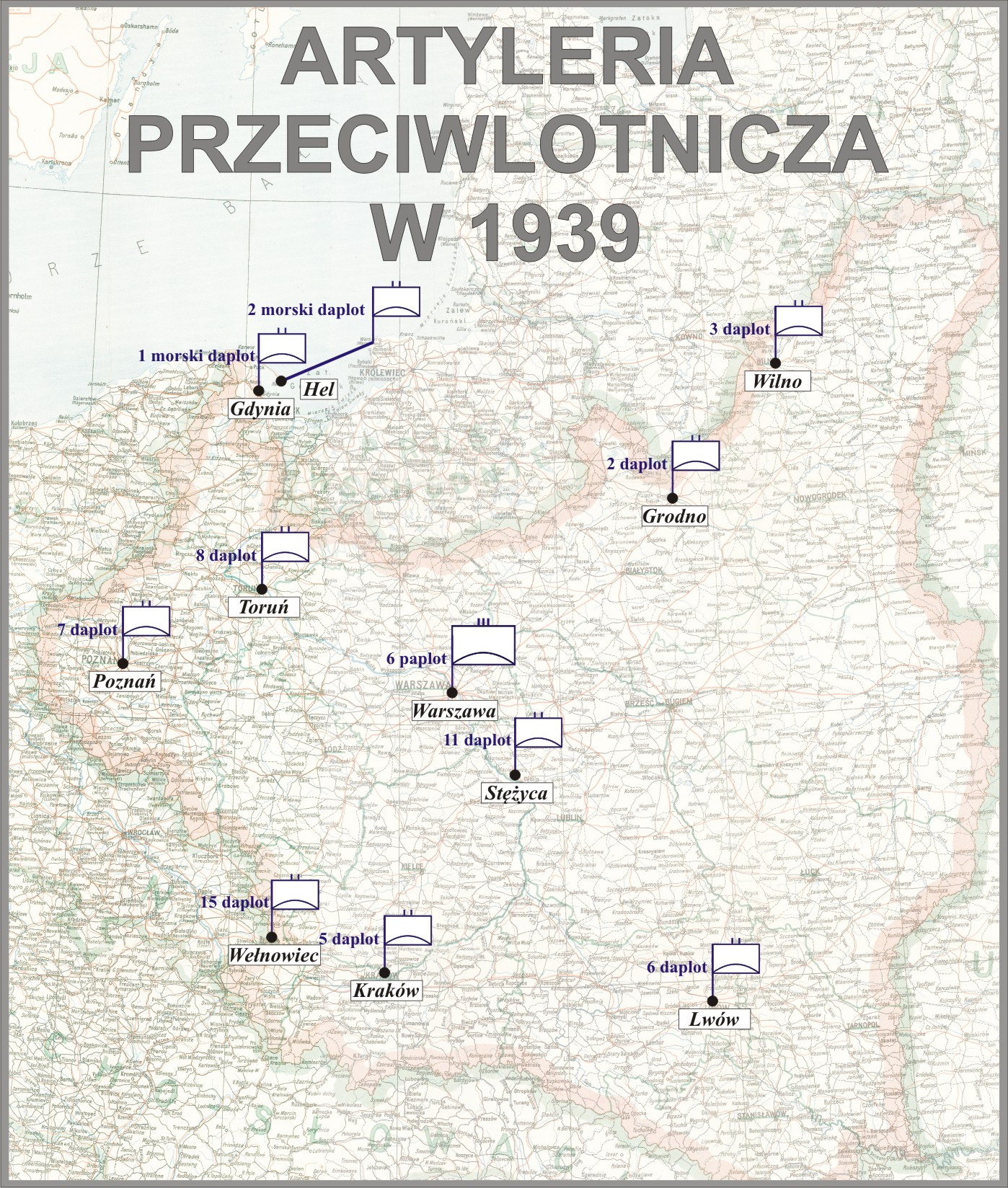
Artyleria przeciwlotnicza WP przed wybuchem II wś

6 dywizjon artylerii przeciwlotniczej (6 daplot) – pododdział artylerii przeciwlotniczej Wojska Polskiego w II Rzeczypospolitej.
Dywizjon stacjonował w garnizonie Lwów, w tzw. „Koszarach Czerwonego Klasztoru” przy ulicy Teatyńskiej.
3 grudnia 1932 miało miejsce uroczyste otwarcie świetlicy żołnierskiej dyonu. Symbolicznego aktu przekazania świetlicy dokonał prezes Polskiego Białego Krzyża, inżynier Moszoro. Świetlica została przekazana kołu świetlicowemu 6 daplot, którego przewodniczącą została p. Emilia Kruszyńska, żona dowódcy dyonu, majora inżyniera Tadeusza Kruszyńskiego. W uroczystości wzięli udział między innymi dowódca Okręgu Korpusu Nr VI, generał brygady Bolesław Popowicz z małżonką, wiceprezydent miasta Lwowa i poseł na Sejm, doktor Stanisław Stroński i starosta grodzki, doktor Romuald Klimów. Świetlica posiadała salę teatralną.

## Mobilizacja
6 Dywizjon Artylerii Przeciwlotniczej był jednostką mobilizującą. W 1939 roku, zgodnie z planem mobilizacyjnym „W” dywizjon sformował w mobilizacji niejawnej (alarmowej) sześć oddziałów organicznej artylerii przeciwlotniczej wielkich jednostek piechoty i kawalerii: 
- bateria motorowa artylerii plot. 40 mm typ A nr 5 dla 5 Dywizji Piechoty,
- bateria motorowa artylerii plot. 40 mm typ A nr 11 dla 11 Dywizji Piechoty,
- bateria motorowa artylerii plot. 40 mm typ A nr 12 dla 12 Dywizji Piechoty,
- bateria motorowa artylerii plot. 40 mm typ A nr 71 dla 10 Brygady Kawalerii,
- bateria motorowa artylerii plot. 40 mm typ B nr 86 dla Podolskiej Brygady Kawalerii,
- bateria motorowa artylerii plot. 40 mm typ B nr 93 dla Kresowej Brygady Kawalerii[3].

## Żołnierze dywizjonu
| Dowódcy dywizjonu                         | Dowódcy dywizjonu |
| ----------------------------------------- | ----------------- |
| mjr art. Franciszek Ksawery Mołodyński    | VII 1926 – I 1930 |
| mjr / ppłk inż. Tadeusz Marian Kruszyński | III 1930 – 1938   |
| ppłk Ireneusz Kobielski                   | do VIII 1939      |

| Obsada personalna samodzielnego dywizjonu artylerii przeciwlotniczej nr 6 | Obsada personalna samodzielnego dywizjonu artylerii przeciwlotniczej nr 6 | Obsada personalna samodzielnego dywizjonu artylerii przeciwlotniczej nr 6 |
| w lipcu 1926 roku                                                         | w lipcu 1926 roku                                                         | w 1928 roku                                                               |
| ------------------------------------------------------------------------- | ------------------------------------------------------------------------- | ------------------------------------------------------------------------- |
| dowódca dyonu                                                             | mjr art. Franciszek Ksawery Mołodyński                                    | mjr art. Franciszek Ksawery Mołodyński (KW)                               |
| dowódca 1 baterii                                                         | kpt. art. Kazimierz Świderski                                             | kpt. art. Andrzej Maksymilian Juzwa                                       |
| oficer młodszy 1 baterii                                                  | por. art. Aleksander Jan Barański                                         | kpt. art. Jan III Sienkiewicz                                             |
| dowódca 2 baterii                                                         | kpt. art. Stefan Henryk Karol Wojtowicz                                   | kpt. art. Edward Dyhdalewicz (KW)                                         |
| oficer młodszy 2 baterii                                                  | por. art. Michał Dżugaj                                                   | por. art. Michał Dżugaj (KW)                                              |
| zastępca dowódcy plutonu technicznego                                     | por. art. Bronisław Wilhelm Tytus Zakrzewski                              | por. art. Walenty Michał Najwer (KW)                                      |
|                                                                           |                                                                           | por. art. Feliks Leon Cydzik                                              |
| por. art. Napoleon Władysław Herdan                                       |                                                                           |                                                                           |
| por. art. Władysław Tobiasz                                               |                                                                           |                                                                           |
| Obsada personalna w marcu 1939 roku                                       | Obsada personalna w marcu 1939 roku                                       | Przydziały mobilizacyjne                                                  |
| dowódca dywizjonu                                                         | ppłk Ireneusz Kobielski                                                   |                                                                           |
| zastępca dowódcy dywizjonu                                                | kpt. Oswald Franciszek Artur Peschel                                      | dowódca baterii motorowej artylerii plot. 40 mm typ B nr 86               |
| adiutant                                                                  | kpt. Jerzy Marian Gregowicz                                               |                                                                           |
| pomocnik dowódcy ds. gospodarczych                                        | kpt adm. (art.) Edward Dyhdalewicz                                        | dowódca baterii motorowej artylerii plot. 40 mm typ A nr 5                |
| oficer mobilizacyjny                                                      | por. Stanisław Pałyga                                                     | oficer zwiadowczy baterii motorowej artylerii plot. 40 mm typ A nr 5      |
| oficer techniczny                                                         | kpt. Tadeusz Niewiarowski                                                 |                                                                           |
| dowódca plutonu łączności                                                 | por. Roman Bąbczyński                                                     | oficer zwiadowczy baterii motorowej artylerii plot. 40 mm typ A nr 11     |
| dowódca 1 baterii                                                         | kpt. Tadeusz Dobiesław Hordyński                                          | dowódca baterii motorowej artylerii plot. 40 mm typ A nr 11               |
| dowódca plutonu                                                           | ppor. Marian Józef Skowron                                                | dowódca plutonu artylerii plot. [nr 681] bazy lotniczej nr 6              |
| dowódca 2 baterii                                                         | kpt. Bazyli Mościcki                                                      | referent OPL w Dowództwie Lotnictwa i OPL SGO „Narew”                     |
| dowódca plutonu                                                           | ppor. Edward Kaczmarczyk                                                  |                                                                           |
| dowódca 3 baterii                                                         | kpt. Franciszek Burski                                                    |                                                                           |
| dowódca plutonu                                                           | ppor. Kazimierz Ignacy Oświęcimski                                        |                                                                           |
| dowódca 4 baterii                                                         | por. Grzegorz Łupiński                                                    |                                                                           |
| dowódca plutonu                                                           | ppor. Tadeusz Maciej Woźniak                                              |                                                                           |
| dowódca 5 baterii                                                         | por. Roman Władysław Zwil                                                 | dowódca baterii motorowej artylerii plot. 40 mm typ A nr 71               |
| dowódca plutonu                                                           | ppor. Aleksander Jarzęcki                                                 | oficer zwiadowczy baterii motorowej artylerii plot. 40 mm typ A nr 71     |
| na kursie                                                                 | kpt. Zygmunt III Malinowski                                               |                                                                           |

### Żołnierze dywizjonu – ofiary zbrodni katyńskiej
Biogramy zamordowanych znajdują się na stronie internetowej Muzeum Katyńskiego
| Nazwisko i imię | stopień              | zawód | miejsce pracy przed mobilizacją | zamordowany |
| --------------- | -------------------- | ----- | ------------------------------- | ----------- |
| Zając Józef     | podporucznik rezerwy |       | Dyrekcja PKP we Lwowie          | Katyń       |

## Symbole dywizjonu
Sztandar
5 maja 1938 roku Minister Spraw Wojskowych zatwierdził wzór sztandaru 6 daplot.

22 listopada 1938 roku we Lwowie Minister Spraw Wojskowych, gen. dyw. Tadeusz Kasprzycki wręczył sztandar dowódcy dywizjonu, ppłk. Ireneuszowi Kobielskiemu. Ceremonię poprzedziła msza celebrowana przez biskupa polowego Józefa Gawlinę, który dokonał poświęcenia sztandaru.

Sztandar aktualnie eksponowany jest w Instytucie gen. Sikorskiego w Londynie.

Opis sztandaru
Na prawej stronie płatu sztandaru był umieszczony w rogach numer dywizjonu według wzoru ustalonego w „Dzienniku Rozkazów Ministerstwa Spraw Wojskowych” nr 6 z 1937, poz. 77. 

Na lewej stronie płatu sztandaru znajdują się na tarczach w poszczególnych rogach:
- w prawym górnym – wizerunek Matki Boskiej Ostrobramskiej
- w prawym dolnym – godło miasta Lwowa
- w lewym górnym – wizerunek św. Barbary - patronki artylerzystów
- w lewym dolnym – odznaka pamiątkowa 6 dywizjonu artylerii przeciwlotniczej

Na dolnym ramieniu Krzyża Kawalerskiego wyhaftowany napis „Lwów 22 X 1924”, upamiętniający datę i miejsce powstania 6 samodzielnej baterii artylerii przeciwlotniczej.
Odznaka pamiątkowa
13 sierpnia 1932 roku Minister Spraw Wojskowych zatwierdził wzór i regulamin odznaki pamiątkowej artylerii przeciwlotniczej.